# Hasan Riza Pasha
Hasan Rıza Pasha (1871 - 30 de enero de 1913) fue un general del ejército del Imperio otomano.

## Biografía

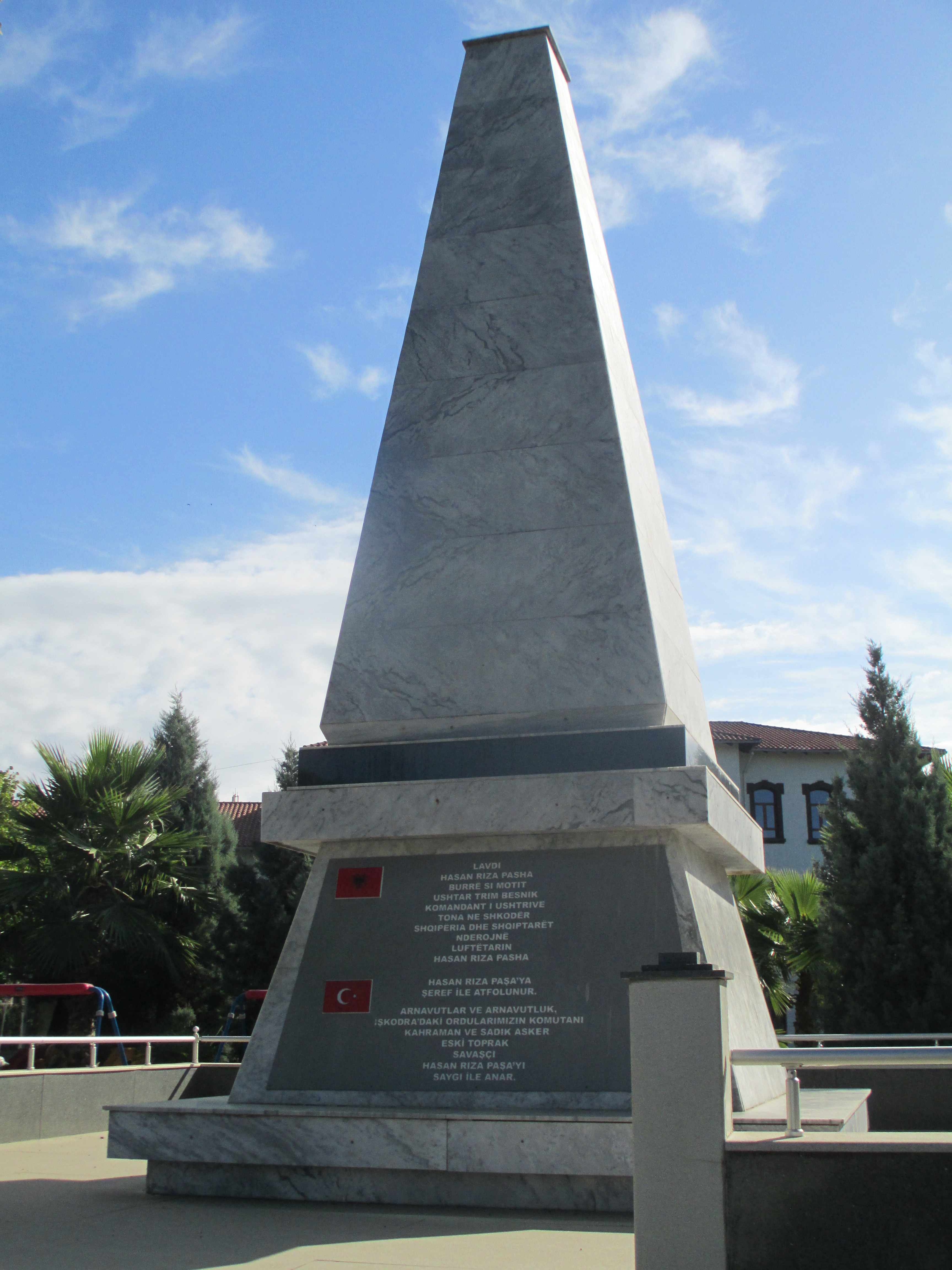
Monumento dedicado a Hasan Riza Pasha en Shkodër

Era hijo del distinguido estadista otomano Mehmed Namik Pasha, nació en Bagdad pero era de origen  albanés. Ingresó en la Academia Militar Otomana en 1892 y se graduó el 13 de marzo de 1895. Continuó sus estudios en Alemania (1899–1900). 
Después de servir en Irak (1901–1911), fue ascendido al rango de General y asignado como valí de Shkodër.
Fue el comandante principal durante el  asedio de Shkodër y se convirtió en el símbolo de la resistencia contra la invasión  montenegrina. Hizo todo lo posible por defender la ciudad, declarando que Shkodra es nuestro destino o nuestra tumba, pero no nuestra vergüenza.
Fue asesinado a tiros por Osman Bali y Mehmet Kavaja, dos albaneses que eran sirvientes de Essad Pasha, el 30 de enero de 1913. Poco después, Essad Pasha entregaría la ciudad a los montenegrinos.
Un colegio turco-albanés en Shkodër lleva su nombre. Él fue decorado para "Primera Clase Valentía" — en albanés: Trimëri e Klasit tė Paré— en agosto de 1996, por el presidente de Albania, Sali Berisha y se erigió un monumento en su honor en 2007.